# Nemosia
Nemosia é um género de aves fringilídeas da tribo Thraupini. O grupo inclui duas espécies de sairás, ambos com ocorrência no Brasil.

## Espécies
- Saíra-de-chapéu-preto (Nemosia pileata) − (Boddaert, 1783)
- Saíra-apunhalada (Nemosia rourei) − Cabanis, 1870